# William Etheridge
William Etheridge (getauft am 3. Januar 1708 in Fressingfield, Suffolk, England; † 3. Oktober 1776 in Westminster, London) war ein englischer Zimmermann und Baumeister, der als Brückenbauer verschiedener Holzbrücken mit mathematischer Struktur bekannt wurde.

## Leben
William Etheridge wurde um 1708 in dem Dorf Fressingfield in Suffolk geboren.
Von 1744 bis 1749 arbeitete er als Zimmermann am Bau der Westminster Bridge, wo er Verbesserungen des von James King entworfenen Lehrgerüsts einführte, aber schließlich im Streit mit dem Architekt und Baumeister Charles Labelye ausschied.
Für den Abgeordneten Samuel Dicker entwarf und baute er zwischen 1747 und 1750 die hölzerne Old Walton Bridge, deren mittlere, einem Bogen ähnelnde Öffnung mit fast 40 m (130 ft) die größte Spannweite aller Brücken in Großbritannien hatte, bis William Edwards den 42,67 m (140 ft) weiten steinernen Bogen der Old Bridge in Pontypridd fertigstellte.
1748 entwarf er die Mathematical Bridge und fertigte das übliche Modell, das zusammen mit seinen Plänen dem Queens’ College in Cambridge vorgelegt wurde. Die Brücke wurde im folgenden Jahr von James Essex errichtet.
Vor 1750 entwarf er die Old Coleraine Bridge in Coleraine, Nordirland.
1750 begannen die Arbeiten für die Kais des Hafens von Ramsgate, für deren Gründung Etheridge Caissons wie bei der Westminster Bridge vorschlug. Als Oberbauleiter überwachte er anschließend die Ausführung, bis sie wegen einer Auseinandersetzung über ihren zukünftigen Umfang 1755 eingestellt (und erst 1761 wiederaufgenommen) wurde. Dabei beriet er 1752 George Semple, der mit dem Neubau der Essex Bridge in Dublin befasst war, über Steinqualitäten für eine Hafenanlage.

## Werke
- 1747 Walton Bridge, (Entwurf), 1748–1750 (Bau)
- 1749 Mathematical Bridge, Cambridge (Entwurf), Bau durch James Essex
- 1752–1755 Kais des Hafens von Ramsgate, Oberbauleitung